# Anolis carlostoddi
Anolis carlostoddi — вид ігуаноподібних ящірок родини анолісових (Dactyloidae). Ендемік Венесуели.

## Поширення і екологія
Anolis carlostoddi відомі з типової місцевості, розташованої на тепуї Абакапа в гірському масиві Чіманта в штаті Болівар, на висоті 2200 м над рівнем моря. Вони живуть у високогірних чагарникових заростях та в тріщинах серед скель.